# Caldes de Malavella
Caldes de Malavella est une commune de la province de Gérone, en Catalogne, en Espagne, de la comarque de la Selva.

## Histoire
Combat de Caldes le 14 août 1823 durant l'expédition d'Espagne.
Lundi 18 avril 2022, le maire de Caldes de Malavella, Salvador Balliu, armé d'une hache, oblige les squatteurs de sa maison à quitter les lieux.